# Alsunga
El municipi d'Alsunga (en letó: Alsunga novads) és un dels 110 municipis de la República de Letònia, que es troba localitzat al sud-oest del país bàltic, i que té com a capital la vila d'Alsunga. El municipi va ser creat l'any 2009 després de la reorganització territorial.

## Ciutats i zones rurals
- Alsungas pagasts (zona rural)

## Població i territori
La seva població està composta per un total de 1.688 persones (2009). La superfície del municipi té uns 190 kilòmetres quadrats. La densitat poblacional és de 8,88 habitants per kilòmetre quadrat.